# Colibași (Giurgiu)
Pour les articles homonymes, voir Colibași.
Colibași est une commune du județ de Giurgiu en Roumanie.